# Brem (plant)
De brem, gewone brem of bezembrem (Cytisus scoparius) is een struikvormende soort uit de vlinderbloemenfamilie (Fabaceae). De soort lijkt op de aanzienlijk zeldzamere gaspeldoorn, maar heeft geen doorns. De struik kan een hoogte van 2 m bereiken. De takken en twijgen zijn vijfkantig en niet behaard.
Brem heeft maar weinig bladeren en ze zijn erg klein. De onderste zijn drietallig handvormig samengesteld, de bovenste enkelvoudig. De blaadjes vallen gauw af, maar de takken blijven desalniettemin groen.
De bloemen zijn goudgeel en ongeveer 2 cm lang. Ze vormen losse trossen. De bloemstelen zijn ongeveer 1 cm lang. De stijl is opgerold. Brem bloeit in mei en juni.
Brem draagt een zwarte peul van 2,5-4 cm lang. Alleen de randen van de peulen zijn behaard, de rest is kaal.

## Ecologie
Brem komt zeer algemeen voor, vooral op zandgrond, heidevelden, in duinen en langs spoordijken.

### Plantensociologie
Brem is in Nederland en Vlaanderen een kensoort voor de klasse van brem- en gaspeldoornstruwelen (Cytisetea scopario-striati).

### Fauna
Wanneer insecten de bloem bezoeken, wordt het stuifmeel op hen afgeschoten. De brem is onder andere de waardplant van de bremvlinder (Colias myrmidone).

## Huishoudelijke toepassingen
Van de twijgen van brem kunnen bezems gemaakt worden. In het verleden werd de vezel van de plant in tijden van schaarste gebruikt als vervanger van jute.

## Medische toepassingen
Brem bevat het giftige sparteïne, dat een stimulerende werking heeft op het hart. In de fytotherapie wordt de plant daarom ook gebruikt bij hartzwakte. Ook wordt brem gebruikt bij lichte reumatische aandoeningen.

## Plantagenet
- De brem is het symbool van het Huis Plantagenet, dat van 1154-1485 over Engeland regeerde. De vader van de eerste koning van dat geslacht, Godfried V van Anjou, droeg in zijn helm altijd een takje brem. De oude Latijnse naam van de plant is planta genista.

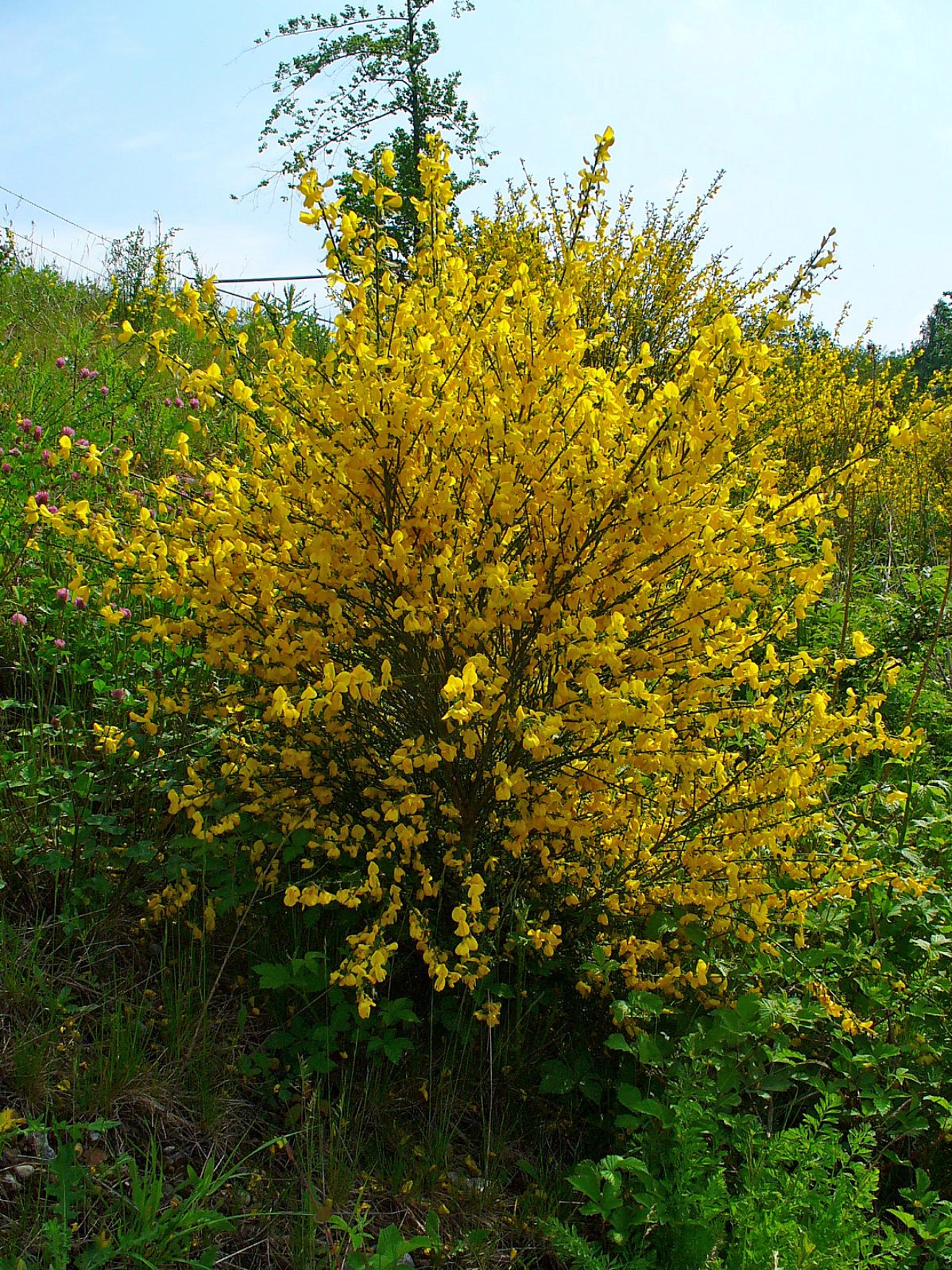
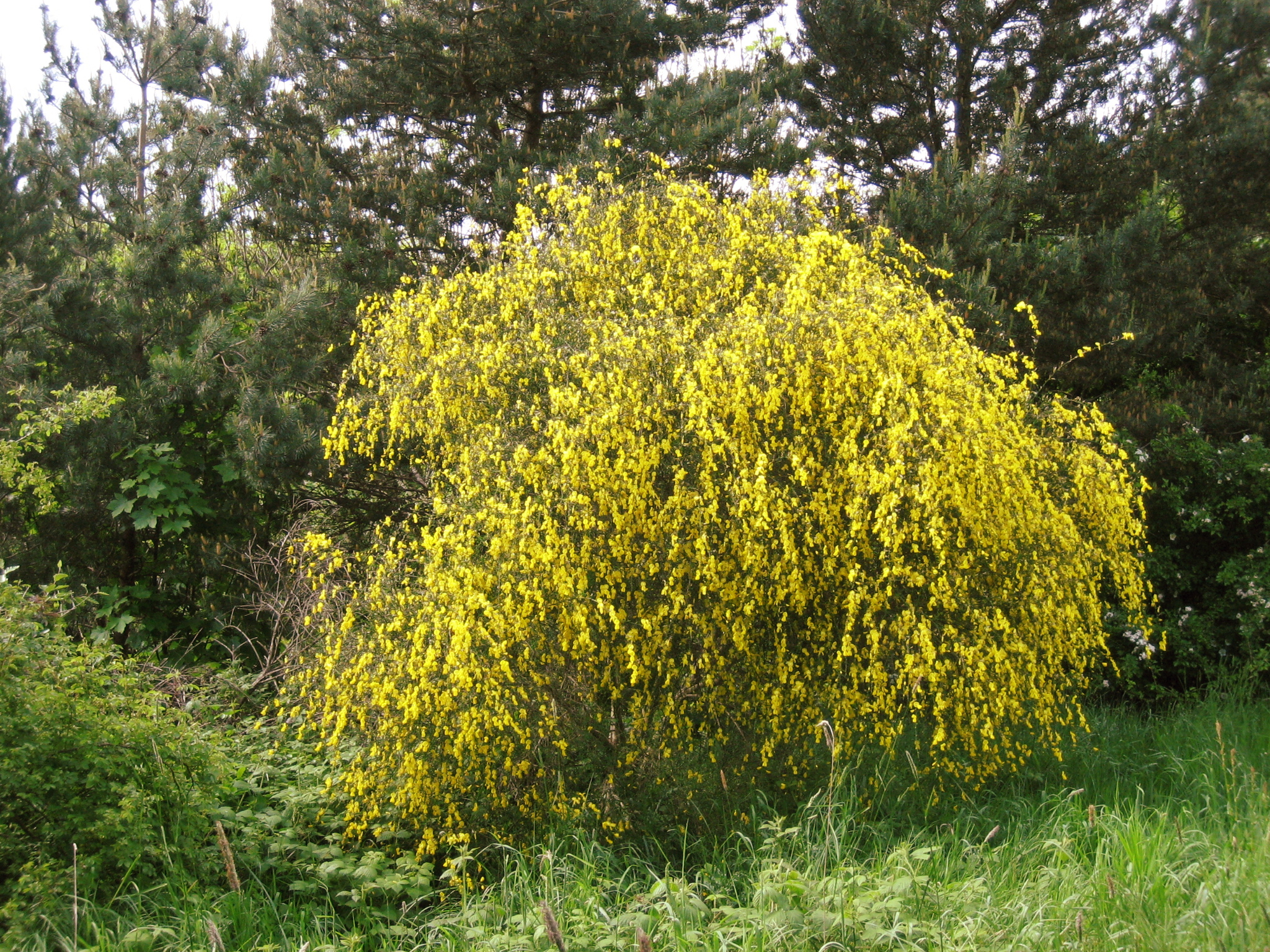
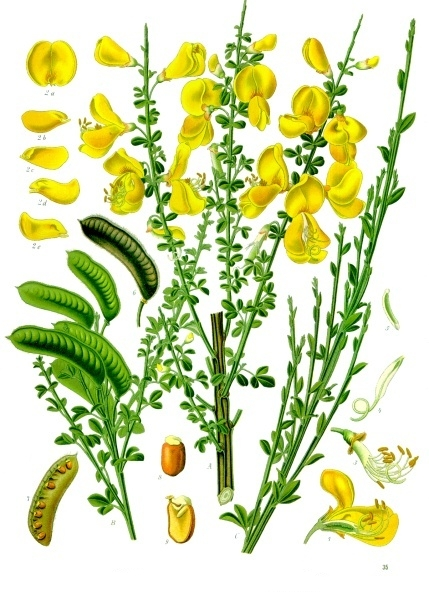

## Voetnoten
1. ↑  Hüsstege G. (1976). Zakflora voor bos en heide. Helmond/Antwerpen: Uitgeverij Helmond/Standaard Uitgeverij.